# Kirchsee (Preetz)
De Kirchsee is een klein meer in de Holsteinische Schweiz in de Duitse deelstaat Sleeswijk-Holstein. Het meer ligt in de stad Preetz.
Deze stad ontstond op de westelijke oever, waar de Preetzer Stadtkirche staat. Zo kwam het meer aan zijn naam.
De Schwentine stroomt van zuid naar noord door het meer. De omgeving van het meer is bijna volledig ingenomen door de bebouwing van Preetz.